# Rottenmanner und Wölzer Tauern
Die Rottenmanner und Wölzer Tauern sind eine Gebirgsgruppe der zentralen Ostalpen. Zusammen mit den Radstädter Tauern, den Schladminger Tauern und den Seckauer Tauern bilden die Rottenmanner und Wölzer Tauern die Großgruppe der Niederen Tauern. Das Gebirge befindet sich in Österreich im Bundesland Steiermark.
Die Rottenmanner und Wölzer Tauern befinden sich im mittleren Abschnitt der Niederen Tauern zwischen dem Sölkpass und dem Triebener Tauernpass. Sie bilden eine zusammenhängende Untergruppe. Die Rottenmanner Tauern bilden den nordöstlichen Teil der Untergruppe. Sie sind nach dem Ort Rottenmann benannt. Die Wölzer Tauern bilden den zentralen und südlichen Teil der Untergruppe. Namensgeber sind hier die Orte Oberwölz und Niederwölz. Höchster Punkt ist die Rettlkirchspitze.

## Abgrenzung
Die Grenze im Westen ist der Sölkpass, im Norden ist es die Enns, im Nordosten die Palten, im Osten die Triebener Straße und im Süden die Mur.

## Benachbarte Gebirgsgruppen
Die Rottenmanner und Wölzer Tauern grenzen an die folgenden anderen Gebirgsgruppen der Alpen:
- Totes Gebirge (im Norden)
- Ennstaler Alpen (im Nordosten)
- Seckauer Tauern (im Osten)
- Lavanttaler Alpen (im Südosten)
- Nockberge (im Südwesten)
- Schladminger Tauern (im Westen)
- Dachsteingebirge (im Nordwesten)

## Gipfel
- Rettlkirchspitze (2475 m)
- Greim (2474 m)
- Großer Bösenstein (2448 m)
- Oberwölzer Schoberspitze (2423 m)
- Kleiner Bösenstein (2395 m)
- Dreistecken (2382 m)
- Hochweberspitze (2375 m)
- Hochhaide (2363 m)
- Hohenwart (2363 m)
- Sonntagskarspitze (2350 m)
- Gumpeneck (2226 m)
- Hochstein (2183 m)
- Eiskarspitz (2350 m)
- Hochhansl (2315 m)
- Hochnwart (2301 m)
- Kleinhansl (2217 m)
- Hochschwung (2196 m)
- Stein am Mandl (2043 m)